# ジェームズ・ミッチェル (陸上選手)
ジェームズ・ミッチェル（James Sarsfield "Jim" Mitchell、1864年1月30日 - 1921年7月3日）は、アメリカ合衆国の陸上競技選手である。彼は、1904年に開催されたセントルイスオリンピックの重錘投 で銅メダルを獲得した。

## 経歴
アイルランドで生まれ、後にアメリカ合衆国へ移住した。投てき競技に才能を発揮した彼は、19世紀の末から20世紀初頭にかけて、アメリカ国内はもとより、イギリス・カナダ・アイルランドの競技会で76回の勝利を記録していた。このような実績から、同じくアイルランド系のジョン・フラナガンが登場するまで、最も偉大な投てき競技者と認められていた。彼やフラナガンを含めたアイルランド系の投てき競技選手たちは、その巨大な体躯と圧倒的な強さから「アイルランドの鯨」（Irish Whales）と呼ばれていた。
ミッチェルがセントルイスオリンピックへの出場を果たしたのは、すでに全盛期を過ぎた40歳の時だった。彼はこの大会で重錘投、円盤投、ハンマー投の3種目に出場した。得意種目のハンマー投では出場6選手中5位、円盤投では出場6選手中の最下位に終わった。重錘投では出場6選手中の3位となり、銅メダルを獲得している。その他に綱引競技にもニューヨーク・アスレチッククラブチームの一員として参加し、4位に入った。
ミッチェルは、次のアテネオリンピックにも参加を目指していた。しかし、アテネに向かう旅の途中、乗船していた船が暴風に遭遇して負傷する不運に見舞われてしまい、出場を断念した。後にニューヨークでよく知られたスポーツライターとなって、ポロや漕艇競技に関する本を数冊執筆している。

## オリンピックでの成績
| 年   | 大会         | 場所                     | 種目       | 結果 | 記録     |
| ---- | ------------ | ------------------------ | ---------- | ---- | -------- |
| 1904 | セントルイス | セントルイス（アメリカ） | 綱引き     | 4位  |          |
| 1904 | セントルイス | セントルイス（アメリカ） | 重錘投     | 3位  | 10.13m   |
| 1904 | セントルイス | セントルイス（アメリカ） | 円盤投     | 6位  | 記録不明 |
| 1904 | セントルイス | セントルイス（アメリカ） | ハンマー投 | 5位  | 記録不明 |